# TUE Série 600 (Linha Universidade)
A Série 600 é uma série de TUEs, pertencentes a Frota do Metrô de São Paulo. As composições de 6 carros estão sendo fabricadas pela Alstom, com o  trem protótipo da série sendo entregue através de uma cerimônia no Pátio Morro Grande na manhã do dia 10 de julho, de modo que os testes com as primeiras composições sejam feitos em setembro deste ano. O Governo de São Paulo afirma que mais 8 trens da Série 600 estão quase prontos para também serem entregues.
As composições irão operar na nova Linha 6 laranja do Metrô de São Paulo.

## Características das composições
A Série 600 será composta por 22 trens de 6 carros cada, com suporte a até 2.044 passageiros em cada composição. Cada composição é adaptada para circular em trechos em que o raio da curva são de 300 metros, de forma a garantir total segurança operacional. As carrocerias de cada trem possuem um formato trapezoidal.
Os assentos serão longitudinais, com o intuito de aumentar o espaço do salão, permitindo melhor circulação e acomodação dos passageiros.
A velocidade de tráfego das composições são de até 90km por hora, com sua vida útil total sendo estimada em até 40 anos.

## Operação
A operação dos primeiros trens de 6 carros está prevista para o segundo semestre do ano de 2026, Entre as estações Brasilandia e Perdizes. A concessionária responsável pela operação do trecho e dos 22 trens será a concessionária Linha Uni.